# Chris Briggs
Chris Briggs ist ein Filmproduzent sowie gelegentlicher Drehbuchautor und Schauspieler.

## Leben
Briggs begann seine Karriere mit dem Fernsehfilm Der Retorten-Killer, an dem er 1994 als Produktionsassistent beteiligt war. Danach arbeitete er im Jahr 1997 an der TV-Serie Breaker High mit und verfasste hierfür Drehbücher. In den Jahren 1999 bis 2001 war er als Drehbuchautor an der Serie Teenage Werewolf beteiligt. In den 2000er Jahren wandte er sich vermehrt der Film- und Fernsehproduktion zu. 
2004 gab er mit dem als mangelhaft kritisierten Film Godsend sein Kinodebüt. Hier trat er als Associate-Producer in Erscheinung. Mit diesem Werk kam es zu einer Zusammenarbeit mit Greg Kinnear und Robert De Niro. 
2005 produzierte er Eli Roth's Überraschungserfolg Hostel sowie seine Fortsetzungen Hostel 2 und Hostel 3. 2006 arbeitete er mit dem deutschen Regisseur Wolfgang Petersen zusammen an Poseidon.
Briggs arbeitet häufig mit Eli Roth und Mike Fleiss zusammen.

## Filmografie (Auswahl)
- 1994: Der Retorten-Killer (als Produktionsassistent)
- 1997: Breaker High (TV-Serie, als Drehbuchautor)
- 1999–2001: Teenage Werewolf (TV-Serie, Drehbuchautor für zwei Folgen, Schauspieler für eine Folge)
- 2004: Godsend (als Associate-Producer)
- 2004: The WB's Superstar USA  (TV-Serie, als Co-Executive Producer und Schauspieler)
- 2005: Hostel (als Produzent)
- 2006: Poseidon (als Produzent)
- 2007: Grindhouse (als Schauspieler in Eli Roth´s Segment "Thanksgiving")
- 2007: Hostel 2 (als Produzent)
- 2009: Kröd Mändoon and the Flaming Sword of Fire (TV-Serie, Drehbuchautor für eine Folge)
- 2011: Cinderela (Kurzfilm, als Produzent)
- 2011: Shark Night 3D (als Produzent)
- 2011: Hostel 3 (als Produzent)
- 2012: Black’s Game – Kaltes Land (als Executive Producer)
- 2013: Vikingar (Kurzfilm, er entwickelte die Story und arbeitete als Co-Drehbuchautor)
- 2016: Blood Father (als Produzent)

## Sonstiges
Er produzierte 2000 außerdem das TV-Special Who Wants to Marry a Multi-Millionaire.